# Ad-Dirijja
Ad-Dirijja (arab. الدرعيه) – miasto w środkowej Arabii Saudyjskiej, w prowincji Rijad. Według spisu ludności na rok 2010 liczyło 43 269 mieszkańców.
W mieście często odbywają się wyścigi Formuły E.